# Emeka Eneli
Emeka Eneli (Lansing, 18 de octubre de 1999) es un futbolista estadounidense que juega en la demarcación de centrocampista para el Real Salt Lake de la Major League Soccer.

## Selección nacional
Hizo su debut con la selección absoluta de Estados Unidos el 18 de enero de 2025 contra Venezuela en un partido amistoso que finalizó con un resultado de 3-1 a favor del combinado estadounidense tras un gol de Jorge Yriarte para Venezuela, y de Jack McGlynn, Patrick Agyemang y Matko Miljevic para Estados Unidos.

## Clubes
| Club             | País           | Año       | Partidos | Goles |
| ---------------- | -------------- | --------- | -------- | ----- |
| Lionsbridge FC   | Estados Unidos | 2019-2020 | 16       | 3     |
| Flint City Bucks | Estados Unidos | 2022      | 12       | 4     |
| Real Monarchs    | Estados Unidos | 2023      | 1        | 0     |
| Real Salt Lake   | Estados Unidos | 2023-     | 69       | 2     |